# Ma tête sur le billard
Ma tête sur le billard (Night Wheeler) est un roman policier de l’écrivain australien Carter Brown publié en 1974 aux États-Unis. Il n'a été publié en Australie qu'en 1977.
Le roman est traduit en français en 1976 dans la collection Carré noir. La traduction, prétendument "de l'américain", est signée France-Marie Watkins. C'est une des nombreuses aventures du lieutenant Al Wheeler, bras droit du shérif Lavers dans la ville californienne fictive de Pine City ; la quarante-deuxième traduite aux Éditions Gallimard. Le héros est aussi le narrateur.

## Résumé
La femme brune exécutée sur son lit d'une balle dans la tempe s'appelle en réalité John Drury, et dans cet immeuble pour célibataires, il a plutôt la réputation d'un étalon infatigable que d'un efféminé. C'est l'avis d'Ann Rearden, la trentenaire qui semblait bénéficier d'un maximum de faveurs ; c'est aussi celui de Sandra Bryant, voisine de palier de la victime, et par ailleurs call-girl. Outre son empressement auprès de ces dames, Drury était capable de fournir toute sorte de drogue à l'amateur. Ce qui fait de lui une cible potentielle, mais pourquoi l'avoir travesti minutieusement - jusqu'aux dessous de dentelle brodés aux initiales : D. L. T. ? Des call-girls au proxénète, Al Wheeler va ensuite remonter jusqu'à un caïd local, Joe Simon, qui prend son pourcentage sur bien des trafics à Pine City, et pour qui John Drury était bien utile. Sans oublier l'étrange Diana, qui opère en menottant ses clients enthousiastes, et qui cohabite avec un homosexuel. Plus quelques tueurs à gages soucieux de mettre fin à la carrière et aux jours du lieutenant Wheeler.

## Personnages
- Al Wheeler, lieutenant enquêteur au bureau du shérif de Pine City[4].
- Doc Murphy, médecin légiste.
- Ed Sanger, technicien du laboratoire criminel.
- L'agent Stacey.
- Ann Rearden, ex-épouse de Joe Simon, maîtresse de la victime.
- Joe Simon, truand banni de Los Angeles et installé à Pine City.
- Sandra Bryant, call-girl, voisine et ancienne maîtresse de la victime.
- Vicky Raymond, amie de Sandra, également call-girl et locataire dans le même immeuble.
- Danny Lamont, proxénète.
- Diana Thomas, call-girl autonome.
- Louis Berger, son colocataire.
- Max Frankenheimer, patron de bar.
- Lou, son barman.
- Harris, client de Diana Thomas.
- Davis, un des tueurs à gages de Joe Simon.

## Édition
- Carré noir no 245, 1976,  (ISBN 2070432459).